# Nova Itapirema
Nova Itapirema é um distrito do município brasileiro de Nova Aliança, que integra a Região Metropolitana de São José do Rio Preto, no interior do estado de São Paulo. O distrito é formado pela vila de Nova Itapirema (sede) e pelo povoado de Monte Belo (antiga sede).

## História

### Origem
O distrito de Nova Itapirema, localizado em terras do antigo bairro da Lagoa, tem sua história ligada à decadência de duas outras localidades: Itapirema e Monte Belo.

#### Monte Belo
Na primeira década do século XX, o povoado de Monte Belo desencadeou um grande surto de progresso, onde a agricultura desempenhava um enorme papel gerando o desenvolvimento.
Contava o povoado de Monte Belo com uma população estimada em 500 habitantes e uma estrutura urbana com casas comerciais. Este crescimento foi interrompido por uma epidemia de malária que provocou elevado número de mortes e mudança de muitas famílias amedrontadas.

#### Itapirema (povoado extinto)
Uma situação de grande progresso, idêntica à de Monte Belo, ocorreu no povoado de São Sebastião da Fartura, localizado mais ao sul do atual distrito. Foi este povoado que deu origem ao distrito de Itapirema.

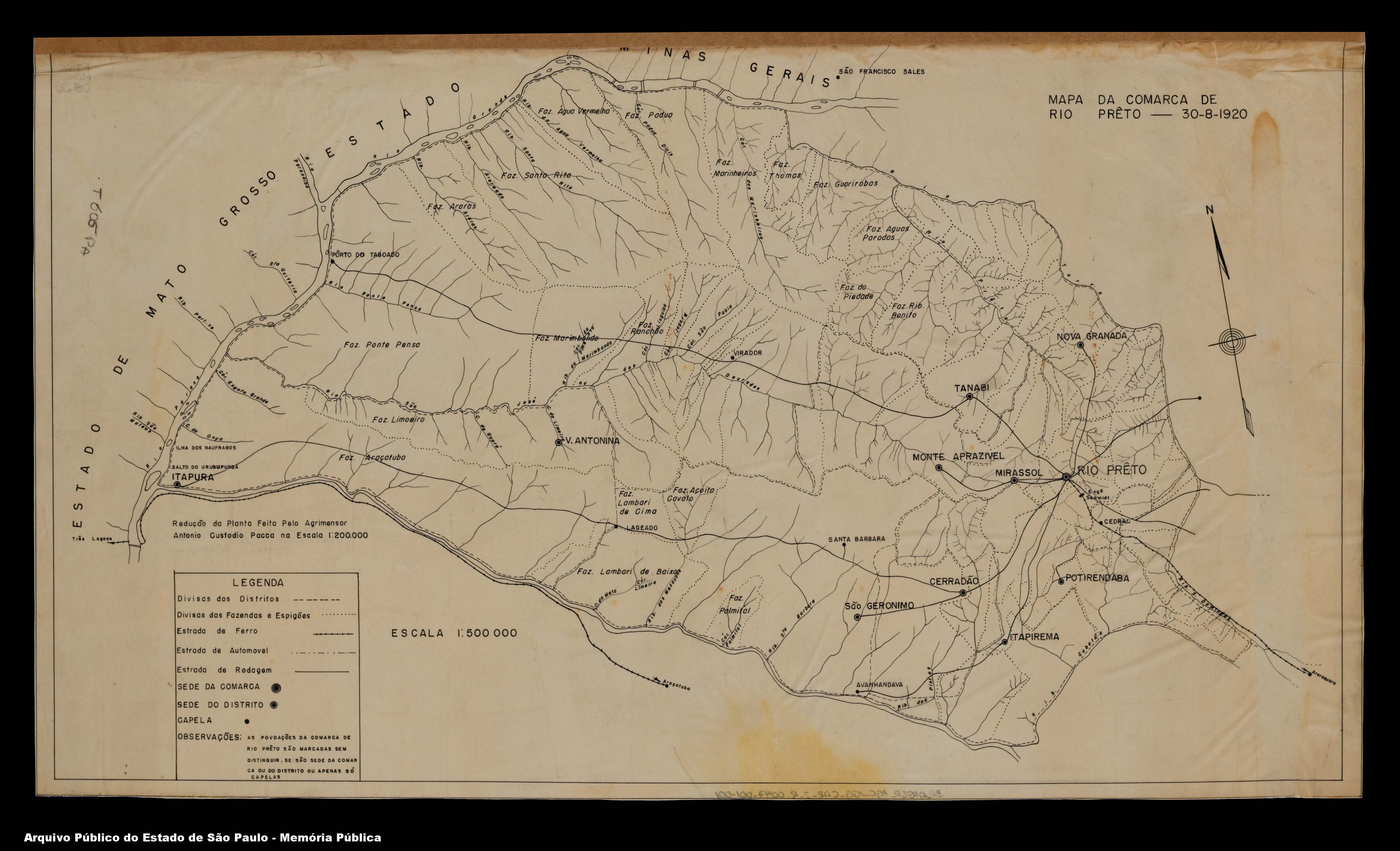
Mapa da Comarca de Rio Preto, incluindo Itapirema (1920).

Mas com o surto da epidemia de malária, os moradores de Itapirema e os proprietários rurais mais próximos foram obrigados a abandonar o local para não se deixar contaminar pela doença que se alastrava rapidamente e não possuía cura à época, e assim a vila de Itapirema foi abandonada, deixando de existir.

#### Nova Itapirema

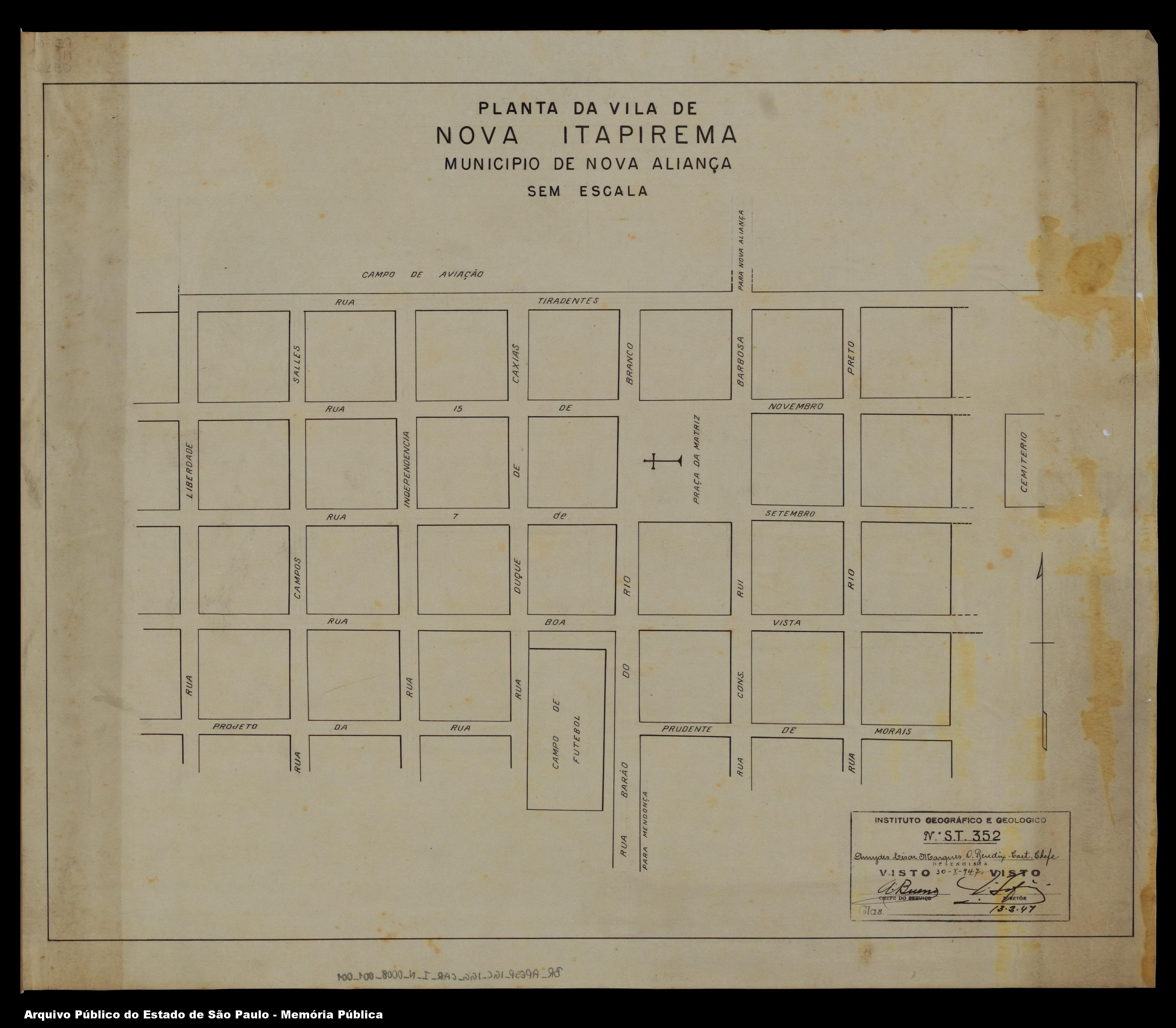
Planta da área urbana original.

Depois da extinção da epidemia de malária na região do distrito ressurgiu um novo povoado, Nova Itapirema, de forma ativa e com população desejosa em produzir nas terras férteis.
O povoado foi iniciado por um singelo lavrador, de onde a história só lhe guarda o prenome Estevão, arrendatário da então propriedade da família Lucatto.

### Formação administrativa

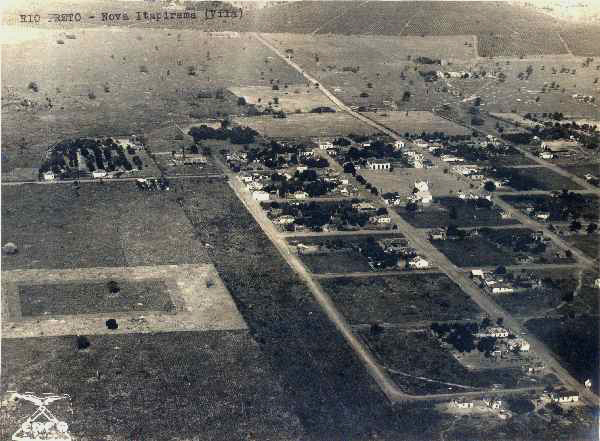
Vista aérea (década de 40).

- Em 1901 é criado o distrito policial de São Sebastião da Fartura, com sede no povoado de mesmo nome, município de Rio Preto.
- Em 21/05/1908 é criado o distrito policial de Monte Belo, com sede no povoado de Santo Antônio de Monte Belo, município de Rio Preto[6].
- Pela Lei nº 1.135 de 19/10/1908 é criado o distrito de paz de Itapirema, com sede no distrito policial de São Sebastião da Fartura, município de Rio Preto, e o distrito policial de Monte Belo passa a integrar o novo distrito[7][8].
- Pela Lei nº 1.936 de 29/11/1923 a sede do distrito foi transferida para Monte Belo, mas o distrito manteve a denominação de Itapirema[9][10].
- Em 26/08/1930 é criado o distrito policial de Nova Itapirema, com sede no povoado de mesmo nome, em território do distrito de Itapirema[11].
- Pelo Decreto nº 7.199 de 10/06/1935 a sede do distrito é transferida mais uma vez, desta vez para Nova Itapirema, assumindo essa denominação[12].
- Pelo Decreto-Lei n° 14.334 de 30/11/1944 o distrito de Nova Itapirema é transferido do município de São José do Rio Preto para o recém criado município de Nova Aliança[13].

### Pedido de emancipação
O distrito tentou a emancipação político-administrativa e ser elevado à município, através de processo que deu entrada na Assembléia Legislativa do Estado de São Paulo no ano de 1963, mas como não atendia os requisitos necessários exigidos por lei para tal finalidade, o processo foi arquivado.

## Geografia

### Demografia

#### População urbana
| Crescimento população urbana | Crescimento população urbana | Crescimento população urbana | Crescimento população urbana |
| Censo                        | Pop.                         |                              | %±                           |
| ---------------------------- | ---------------------------- | ---------------------------- | ---------------------------- |
| 1940                         | 427                          |                              | —                            |
| 1950                         | 409                          |                              | −4,2%                        |
| 1960                         | 369                          |                              | −9,8%                        |
| 1970                         | 350                          |                              | −5,1%                        |
| 1980                         | 368                          |                              | 5,1%                         |
| 1991                         | 501                          |                              | 36,1%                        |
| 2000                         | 786                          |                              | 56,9%                        |
| 2010                         | 951                          |                              | 21,0%                        |
| 2022                         | 1 038                        |                              | 9,1%                         |
| Fonte: IBGE e Fundação SEADE |                              |                              |                              |

#### População total
Pelo Censo 2010 (IBGE) a população total do distrito era de 1 320 habitantes.

### Área territorial
A área territorial do distrito é de 113,728 km².

### Rodovias
O principal acesso ao distrito é a Rodovia Maurício Goulart (SP-355).

## Serviços públicos

### Registro civil
Atualmente é feito na sede do município, pois o Cartório de Registro Civil das Pessoas Naturais do distrito foi extinto pela Resolução nº 1 de 29/12/1971 do Tribunal de Justiça do Estado de São Paulo, e seu acervo foi recolhido ao cartório do distrito sede.

### Saneamento
O serviço de abastecimento de água é feito pelo Prefeitura Municipal de Nova Aliança.

### Energia
A responsável pelo abastecimento de energia elétrica é a Energisa Sul-Sudeste, antiga Nacional (distribuidora do grupo Rede Energia).

### Telecomunicações
O distrito era atendido pela Telecomunicações de São Paulo (TELESP) através da central telefônica de Nova Aliança. Em 1998 esta empresa foi vendida para a Telefônica, que em 2012 adotou a marca Vivo para suas operações.

## Religião
O Cristianismo se faz presente no distrito da seguinte forma:

### Igreja Católica
- A igreja faz parte da Diocese de São José do Rio Preto[25].

### Igrejas Evangélicas
- Congregação Cristã no Brasil[26].